# Журавлёв Конец
Журавлёв Конец — деревня в Гдовском районе Псковской области России, входит в Добручинскую волость.

## География
Деревня Журавлёв Конец находится на севере Гдовского района, на границе с Ленинградской областью. На территории деревни протекает речка Вейнка.

## История
Исконно поселение на левом берегу реки Вейнки называлось Новая, а на правом — Журавлёв Конец. Решением Обисполкома от 28.05.86 деревни были объединены.
Деревни Журавов Конец и Новая входили в приход церкви памяти Обновления храма Воскресения Христова в Вейно (церковь была отстроена в 1743 году при содействии помещика Хвостова).

Известно, что принадлежала деревня Журавов Конец в 1784 году помещику Ивану Иванову сыну Карсакову (Корсакову). 

В исповедной росписи 1827 года за помещиком прапорщиком и кавалером Василием Ивановичем Семевским в деревне Журавов Конец было записано 5 крестьянских дворов, 20 человек мужского, 24 человека женского пола, а в деревне Новой за ним же 3 двора крестьянских, в них 15 человек мужского и 16 человек женского пола.

В 1838 в первом стане Гдовского уезда упоминается за коллежским асессором Николаем Васильевичем Семевским деревня Журовов Конец (20 душ мужского пола, 24 души женского пола) и соседняя с ней деревня Новая (18 душ мужского, 15 душ женского пола).

После смерти Н. В. Семевского эти две деревни переходят к Ивану Михайловичу фон Бландову, а затем — его жене, вдове Екатерине Матвеевне Бландовой (в 1856 году за ней в дер. Журавов Конец 6 дворов, 23 души; в дер. Новая 5 дворов, 22 души).

В 1862 году в деревне Журавлинов Конец насчитывалось 6 дворов, в них 22 человека мужского и 28 человек женского пола, 1 православная часовня; в деревне Новая 7 дворов, в них 26 человек мужского и 24 человек женского пола.
Во временя Великой Отечественной войны деревня находилась в зоне немецкой оккупации. 9-я Ленинградская партизанская бригада установила место дислокации штаба в деревне Журавов Конец 21 января 1944 года.
До 1 января 2006 года деревня входила в состав ныне упразднённой Вейнской волости.

## Население
Численность населения деревни на 2000 год составляла 23 человека.

## Природа
Леса в округе смешанные, преимущественно хвойные, активно вырубаются.

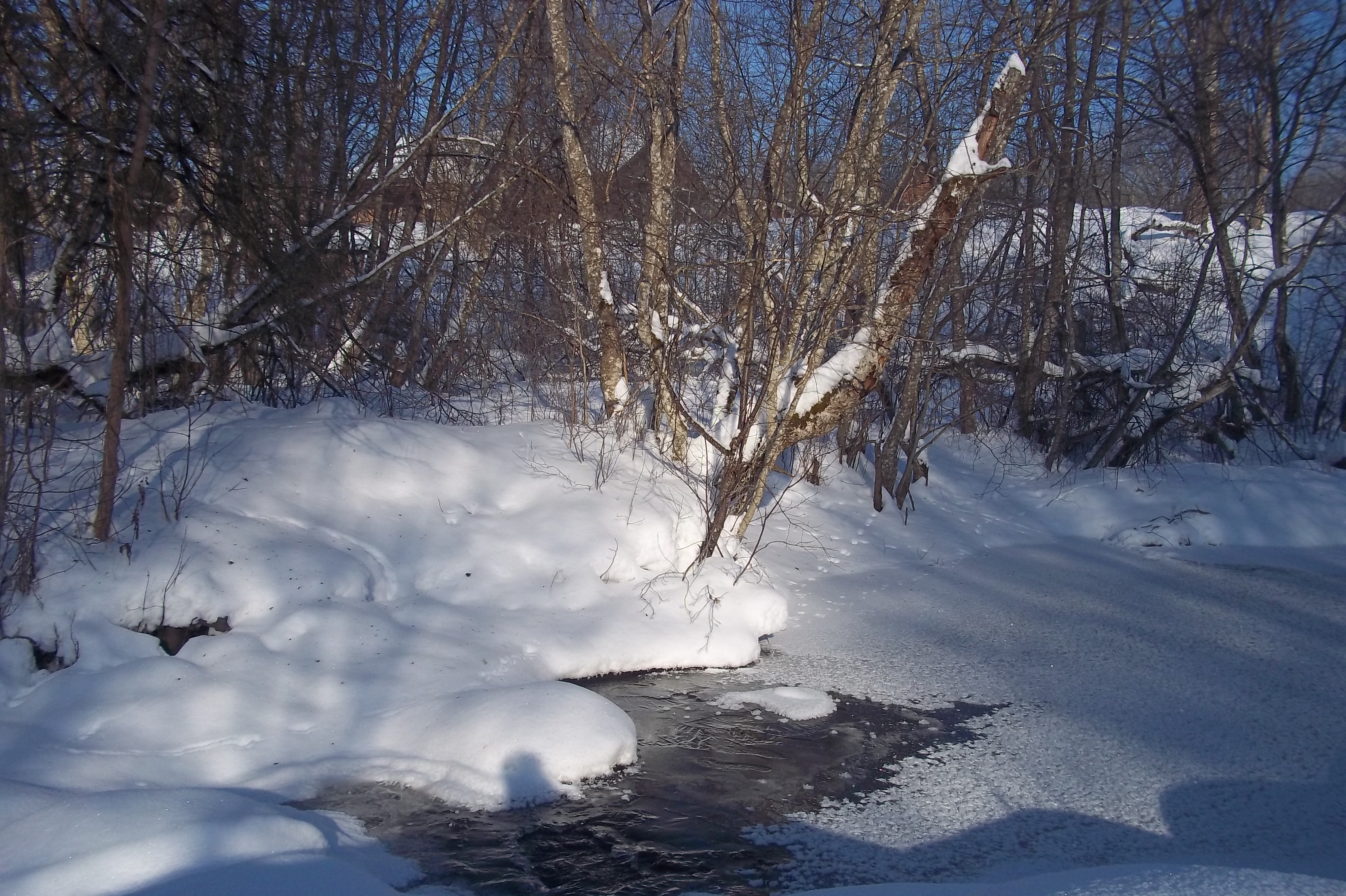
Речка Вейнка зимой

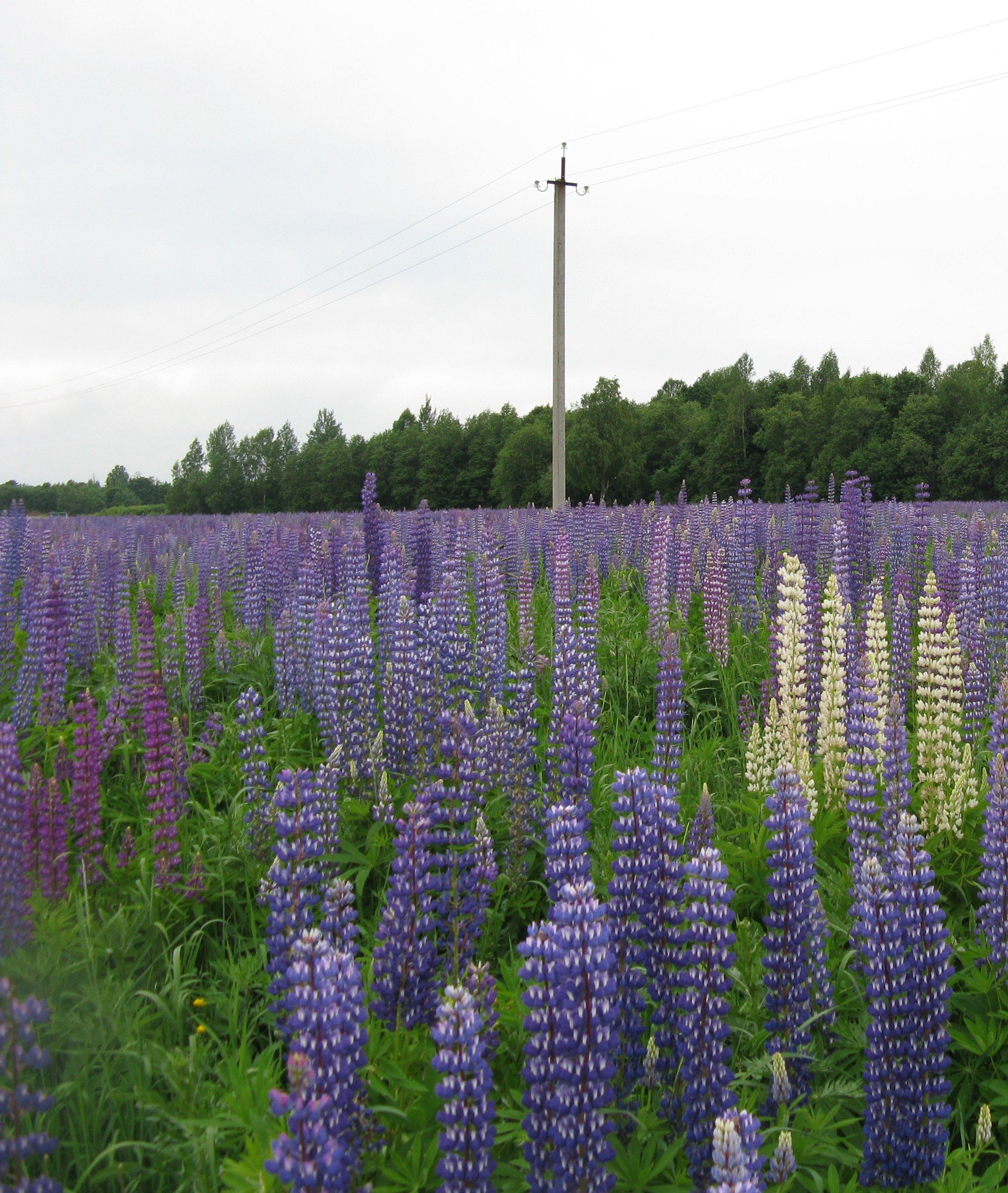
Люпиновые поля

## Инфраструктура
В деревне есть часовня, кладбище, 27 домов.

## Галерея

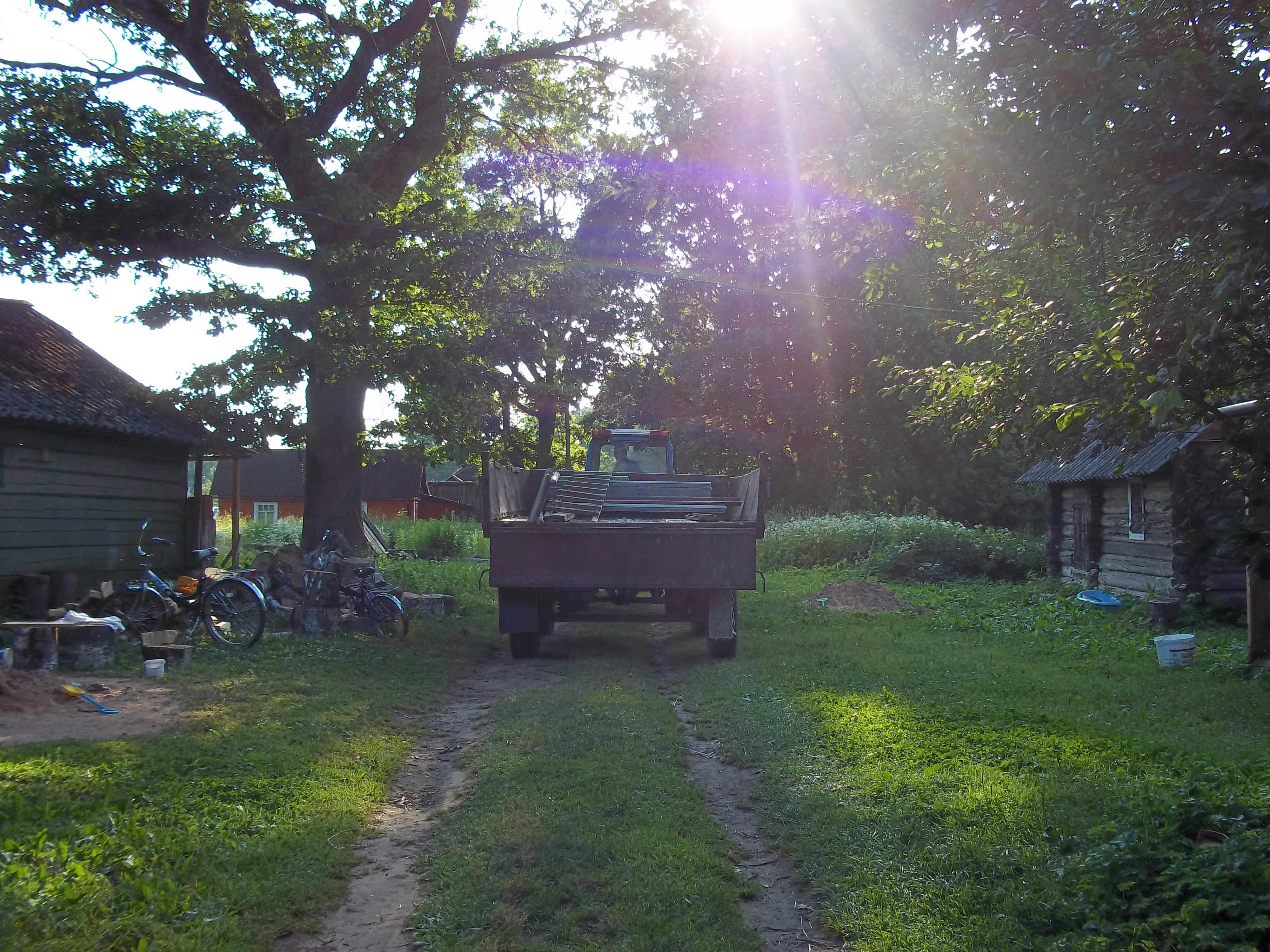
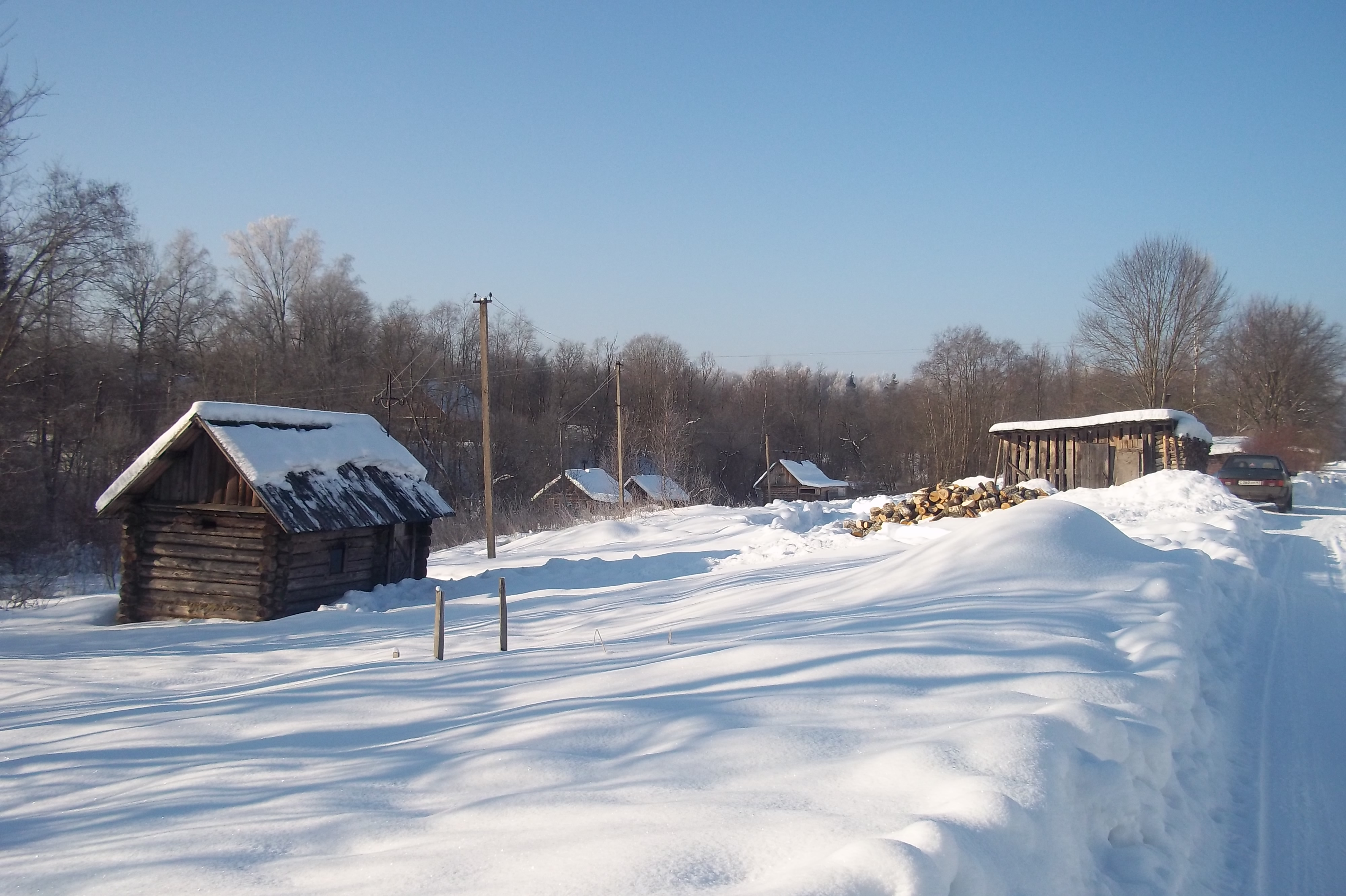
Бани
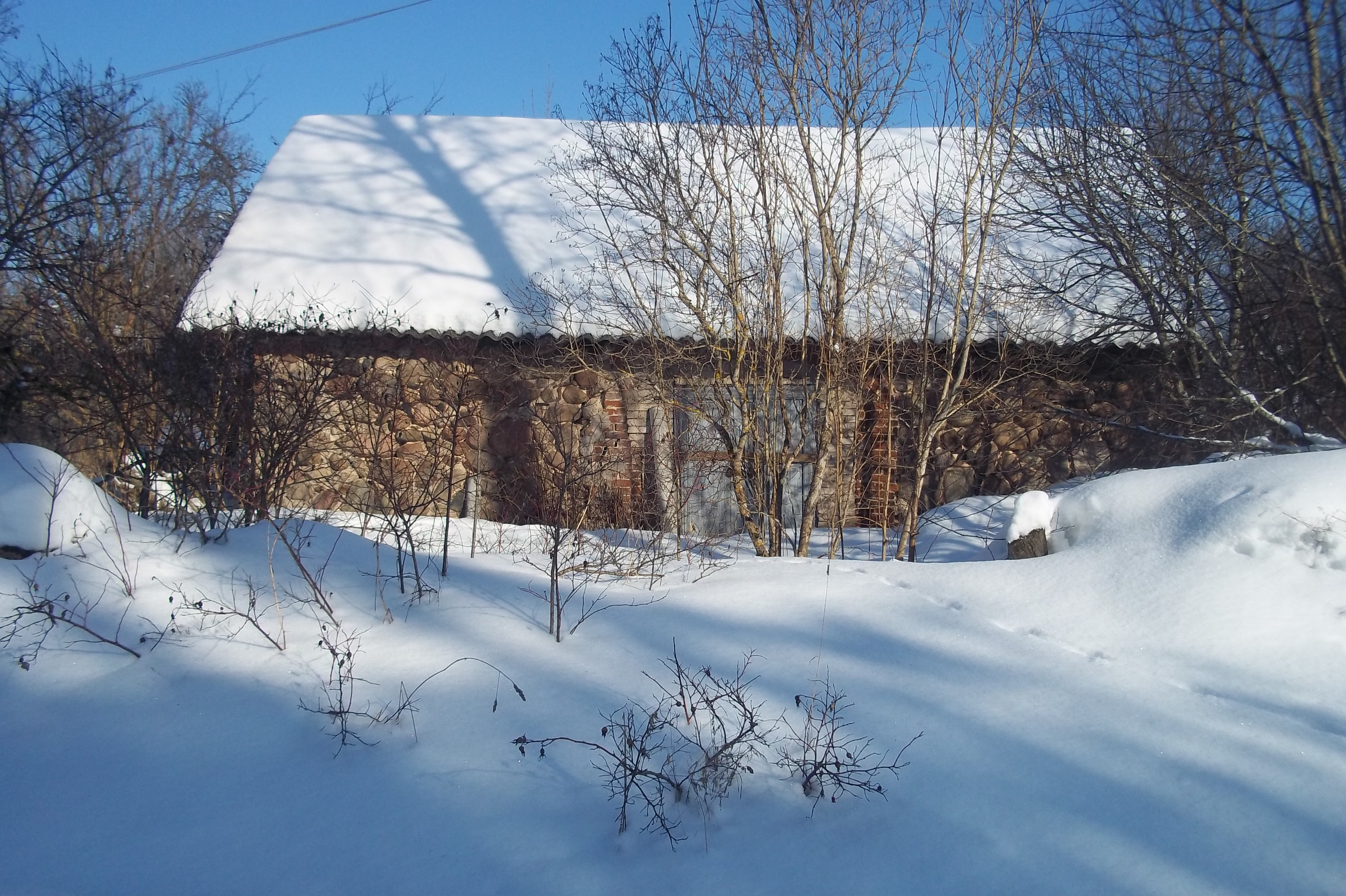
Каменный сарай
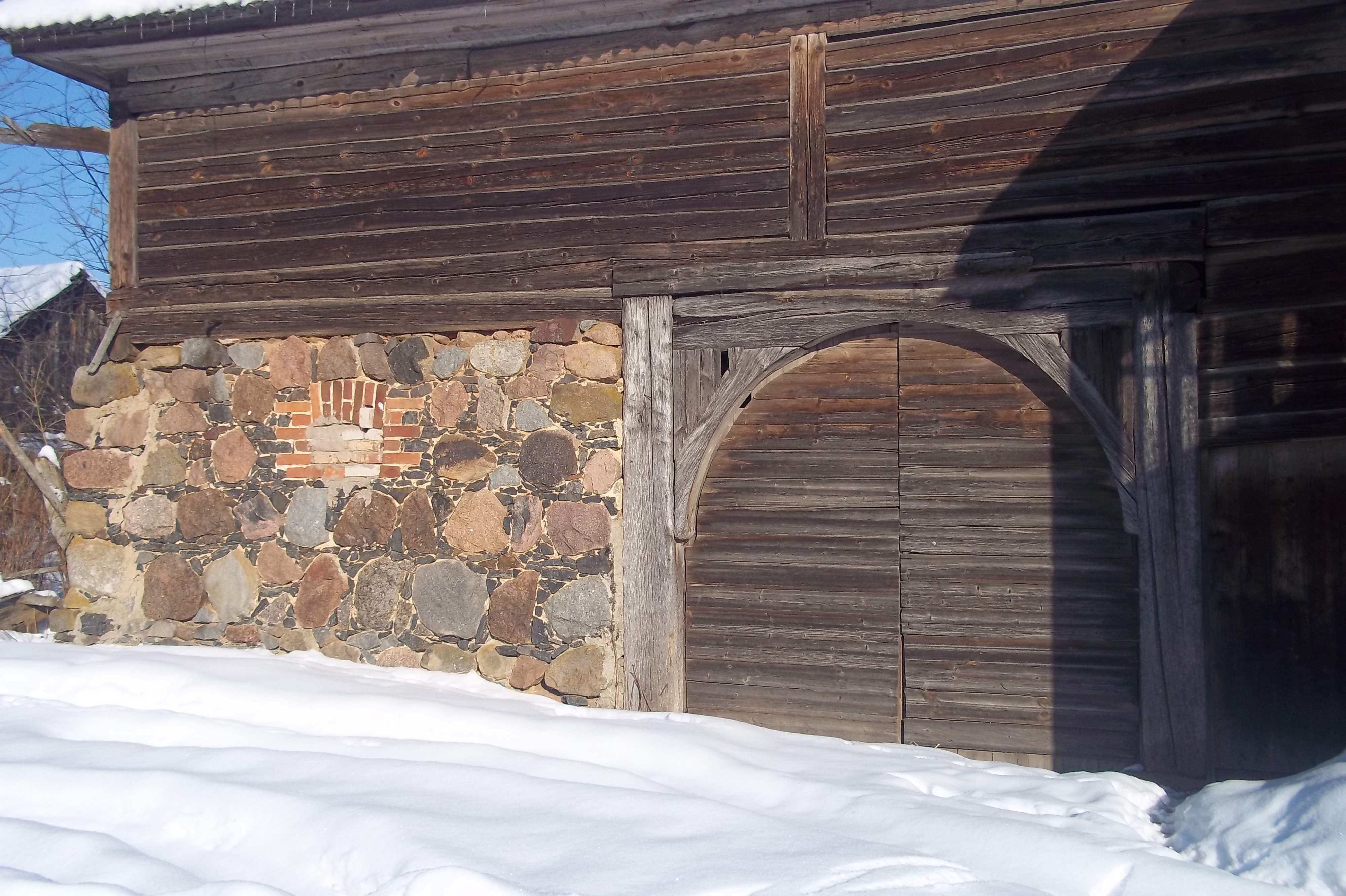
Каменный сарай

## Достопримечательности
На деревенском кладбище находится могила погибшей в бою партизанки.
В кадастре имеются сведения о Великских девонских отложениях у деревни.